# بستان العصي
بستان العصي أو بساتين العصي هي إحدى القرى اللبنانية من قرى قضاء البترون في محافظة الشمال.